# 光武改革

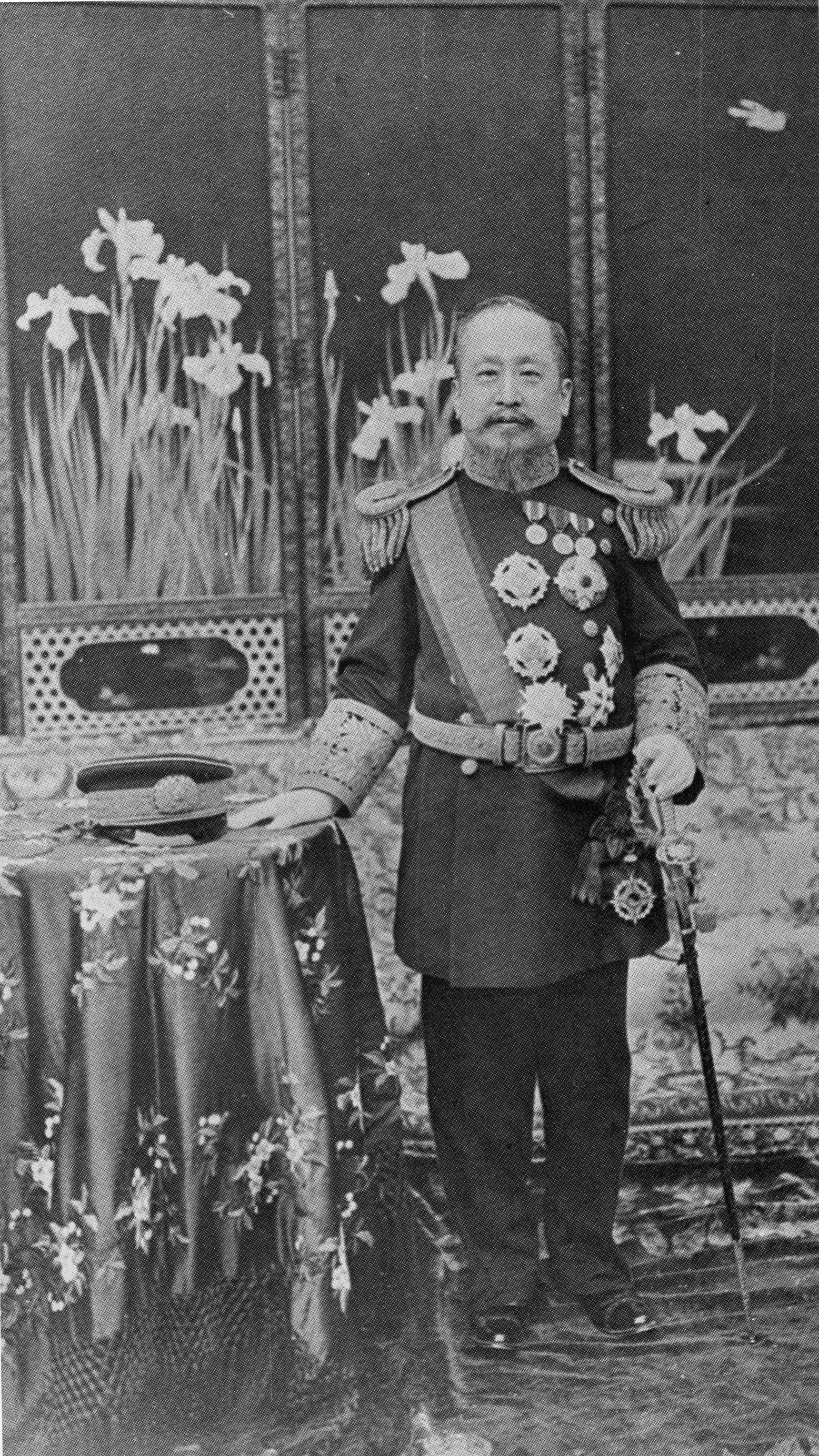
高宗皇帝

光武改革（：／）為朝鮮王朝末期朝鮮高宗在位期間的現代化改革。朝鮮高宗於1897年改年號為光武，自稱光武皇帝。改革以“旧本新参”（以旧制度为根本、参酌新事物）为基本路线，在政治上趋向保守，同时推行经济和军事的近代化。从1897年到1904年这段时期，韩国政府推行的一系列改革措施，被后世总结为“光武改革”。与辛丑条约之后晚清政府推行的“光绪新政”有很大的相似性，都带有浓厚而急进的西化色彩。

## 建陽年間改革項目

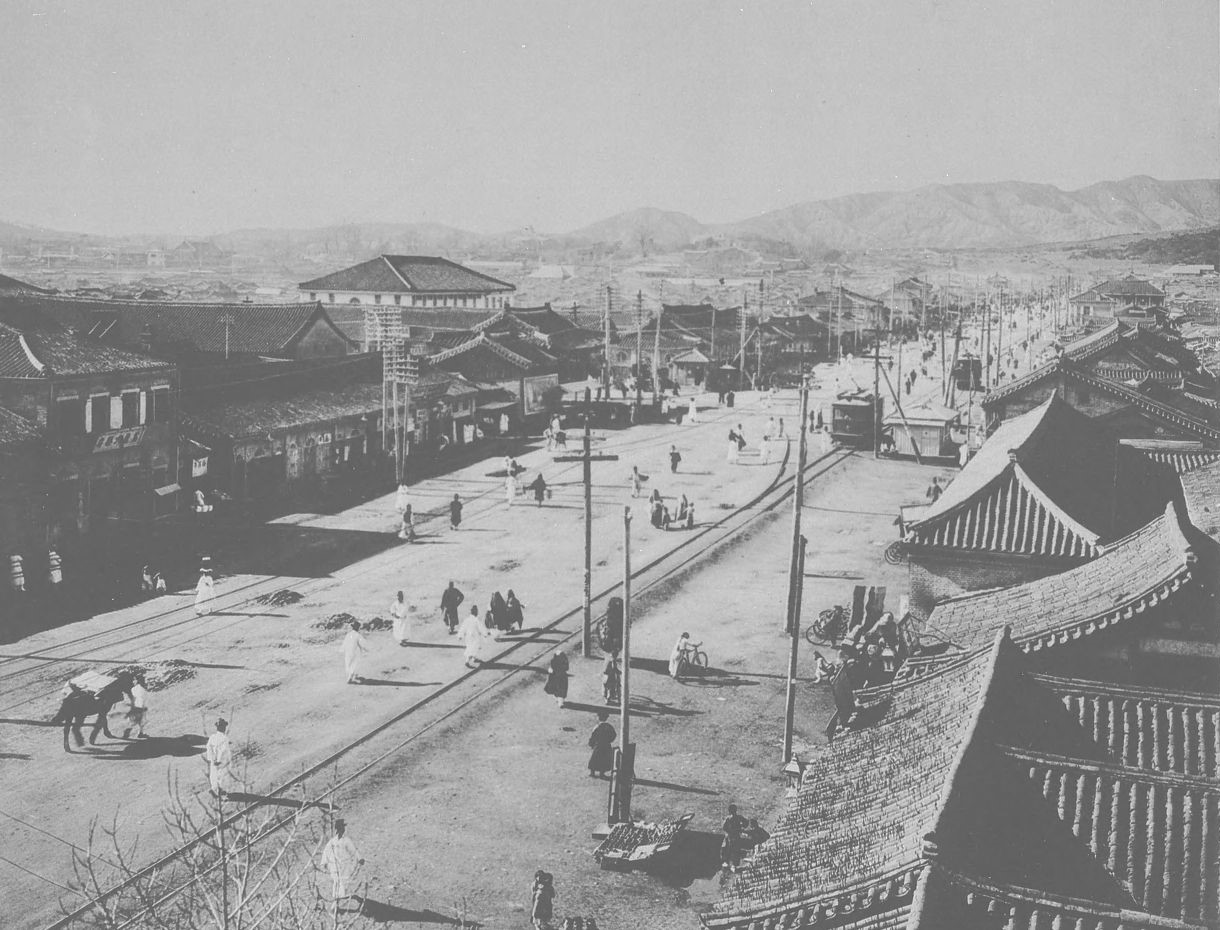
1905年漢城的钟路大街

### 政治
君权极度膨胀，各部的权力逐渐被削弱。一度准备改造为议会的中枢院有名无实，一切权力都向代表宫中势力的宫内府集中，宫内府下属的内藏院代替度支部，成为全国财政赋税的核心机构；宫内府警卫院代替警务厅，总管全国警察事务；宫内府铁道院管理全国铁路干线；宫内府通信司代替电邮局，管理全国邮传电讯。1900年4月17日颁行勋章和绶带，勳章包括大勳位金尺大綬章、大勳位瑞星大綬章、大勳位李花大綬章、太极章、八卦章、紫鹰章等。1902年1月27日下令制定国歌。

### 科學技術
- 1897年3月22日，京仁鐵路鋪設工程開始實施。
- 慶運宮（即後來的德壽宮）鋪設電話線。

### 教育
- 朝鮮高宗公佈朝鮮新教育令開始改革教育。
- 各郡設立一所「國小」。
- 設立漢城師范學校，以培育教師。
- 派遣學生留學海外，如錢奎植於到美國弗吉尼亞州的大學（罗诺克学院（英语：Roanoke College））留学，直至1913年才回國。

### 經濟
- 大朝鮮麻製絲公司(紡績公司)創立。
- 漢城銀行的創立。

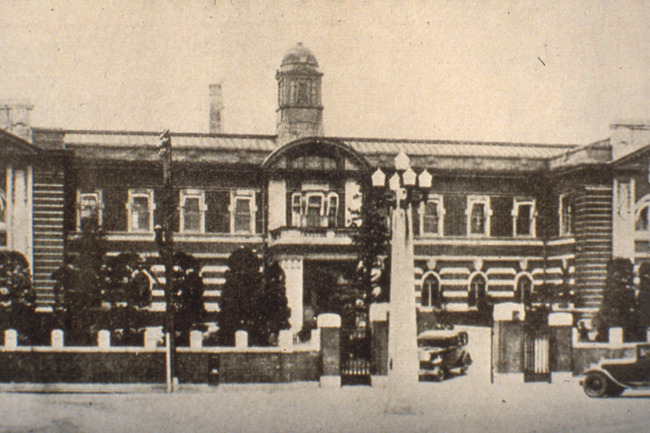
1899年大韩帝国金融大楼

- 鼓励工商业的政策，在日俄战争前出现了大朝鲜苎麻制丝会社、汉城织造会社、汉城电气会社、仁川邮船会社、大韩天一银行、汉城银行等一系列新型企业。
- 1901年宣布实行金本位制度，请日本的大阪造币局代为铸造年号“光武”，面值5圆、10圆和20圆的金币（成色90%金、10%铜，与日元等值），并在1903年设立了韩国中央银行。“光武改革”的另外一项重大措施是被称为“光武量田”的全国土地丈量工作，聘请美国的测量人员，依据西洋式方法丈量国土，并依据丈量的结果重新授予地契。这是进行全国土地开发的前奏。在进行土地丈量的同时，还对韩国全国的山林、矿产、水力等资源进行调查。不过，由于1904年日俄战争爆发，以及日军占领韩国，“光武量田”在丈量了全国土地的2/3后就被迫中止了。“光武改革”的进程在1904年因日俄战争爆发而告终止。

- 英國人在韓國取得以及架設電車電燈的專利。

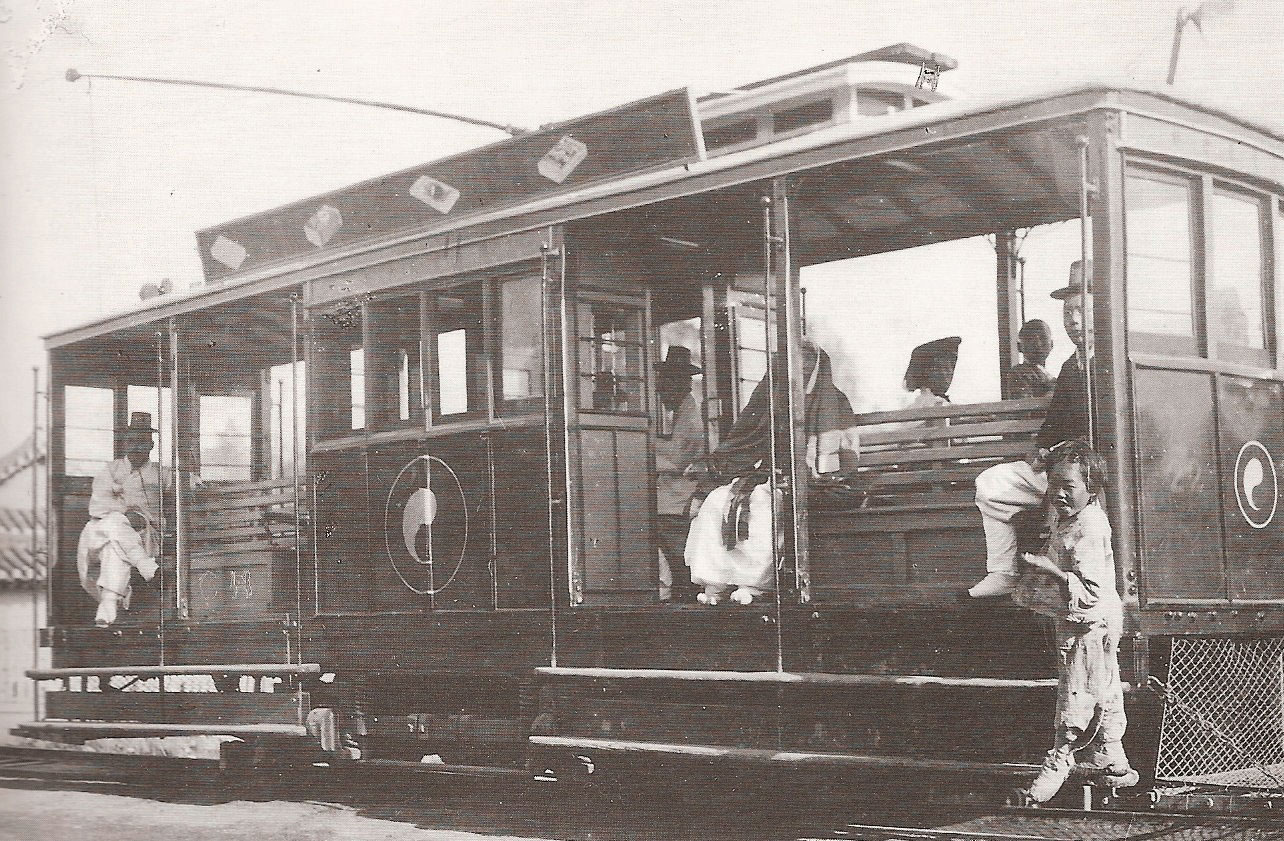
1903年漢城的有轨电车

- 漢城的洪陵西大門，於1899年電車正式通車。
- 得美國合作，在漢城開設電氣、自來水供應。
- 俄韓合辦的露韓銀行設立。
- 漢城皇國中央總商會發起商權守護運動，藉此擺脫外國，成立國辦企業。
- 鍋下鐵路公司成為韓國國人企業公司。
- 1899年開馬山、群山、城津三港口作為供外國船隻停泊逗留的國際港口。
- 1899年韓國政府機關商理局改名為商務公司。
- 利用美俄等国的外资发展电车、自来水等公用事业。1898年批准与美国合资的汉城电力会社建设首都的供电系统和有轨电车系统。

### 思想學術
- 韓英文字的報紙獨立新聞正式出版，英文版為“The Independents”。
- 建陽二年（1897年）5月15日發行大朝鮮獨立教會會報。

### 卫队
- 3月16日設定一個大隊名為「侍衛隊」、仿傚俄羅斯的軍隊。
- 4月4日親衛隊人數由884人縮小到685人。
- 6月14日地方增設軍隊，擴展至八個地方軍隊，共5112人。
- 6月30日王宮大臣李載純（王族成員，後來成為清安君（朝鲜语：청안군 (1851년)））建議的設「侍從院扈衛軍」，並預定7月下旬僱用俄羅斯軍中三至九個下士到漢城，教授新設的軍隊。

### 內政
- 10月13日下詔書，改朝鮮國為大韓帝國。
- 1899年8月17日大韓國國制頒布。
- 制定国旗国歌。

### 外交
和许多国家建交，和清朝建立平等外交关系。主动对外开放了木浦、镇南浦（今朝鲜南浦）、马山、群山、城津（今朝鲜金策）等通商港口，以及平壤等内陆城市，允许外国商人和侨民自由居留。

### 軍事

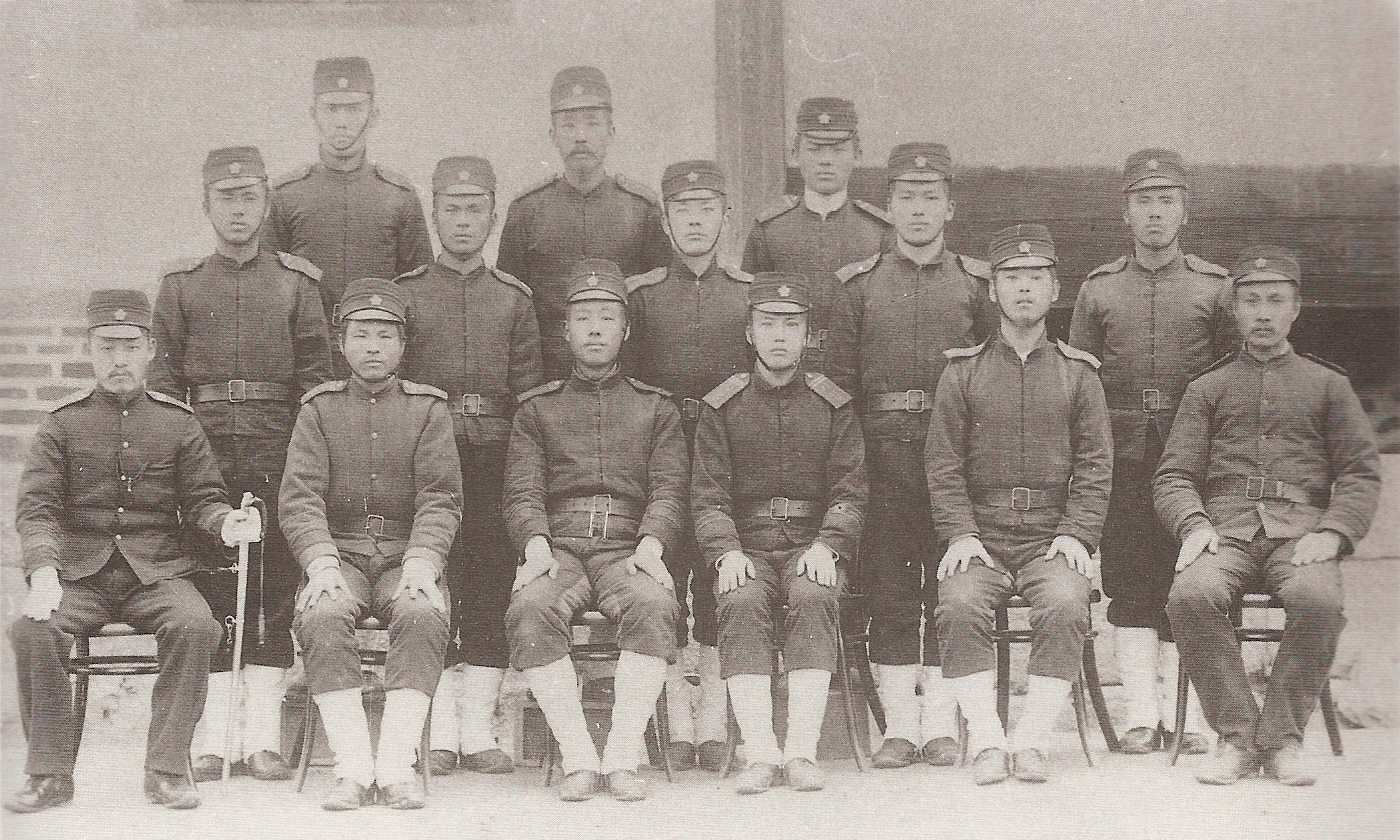
身穿西式服装的朝鲜军队

- 承襲之前的改革方式，以俄羅斯軍官作顧問，訓練一支現代化並組織4000人以上的軍隊。军人改穿西式服装。
- 1898年侍衛隊內206人作為砲兵隊。親衛隊同侍衛隊一樣（共五大隊共1千人，采俄式訓練）。另外，曲號隊以21人 分發在大隊內。
- 到了1899年，地方隊的總兵力達5600人，士兵主要散落在全國十四個地方，每支達到200-600人。

### 修繕
- 5月獨立協會、慕華館（朝鲜语：모화관）（接待清國使節之用）改建為獨立館，作為獨立協會辦公室。

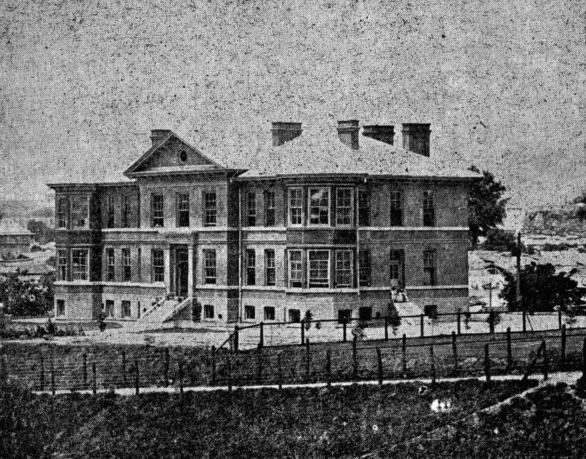
1904年竣工的世福兰斯医院

- 11月20日，獨立門動工。
- 11月21日，獨立門完成。
- 1898年建立明洞教堂。

### 教育
- 1898年開城培花女子私立學校建成。
- 直至1899年，韓國成立了10間漢城國立小學、6間外語學校、1間醫科學校、1間師範學校及62間地方國立小學。

### 交通
1899年大韩帝国从法国手中收回了京义线铁路（汉城-新义州）的敷设权，并修建京元线（汉城-元山）、湖南线（汉城-大田-木浦）等新铁路干线。不过，京仁线（汉城-仁川）和京釜线（汉城-釜山）两条重要铁路干线的敷设权被日本人所把持。

### 邮电
1900年韩国加入万国邮政联盟，到1902年已经开通了汉城、仁川、平壤、釜山等地之间的长途电话。

### 思想學術
- 《大韓新報》創辦
- 《獨立新聞》改成日刊。

## 评价
光武改革的基本路线是“旧本新参”（旧制为本，参酌新物），政治上加强君主集权，宣扬国家独立自主，颁布《大韩国国制》；经济、军事、教育上学习西方，经济上鼓励工商业，开港招商，学习西方的财政与金融，农业实行“光武量田”等政策。军事上学习西方制度，建立西式军队；社会上也开始学习西方。这种改革一方面在经济、科技、军事上趋向西方，而政治不但不学习西方走向自由民主，反而加强独裁，强化高宗李熙的权力，宣扬无限君权，当时开化派组织的独立协会主张将咨询机构中枢院改造为议会，实行君主立宪制，发起万民共同会。高宗却于1898年底，取缔独立协会。这种改革核心是强化皇权，不是民权，不可能使韩国走向富强。韩国历史学家姜万吉说：“实际上皇权强化恰恰是规定并制约光武改革整体性质的根本因素，也是光武改革未能深入更未能成功的根本因素，忽视这一点而仅仅看到此时期经济社会等表面上的某些变化而承认改革的进步意义这一立论，恐怕尚须进一步的考察”。慎镛厦认为光武改革不算改革，他说：“以独立协会为首的改革派为了维持国家的独立，屡次提出了能够总体解决时代问题的改革方案，但是光武年间主政的亲俄守旧派统治阶层不但没有采纳并推行这些主张，而且通过强制解散独立协会等手段压制了他们的救国改革运动。……考察当时的事实，只能说‘统治阶层的光武改革’这一概念是难以成立的一种虚构。”而韩国教育科学技术部国史编纂委员会委员长李泰镇说：“光武改革在短时间内取得了不少成果，日本觉得如果就这么放手不管的话，征服朝鲜半岛会有困难。因此，他们对俄罗斯发起战争，以其军事力量推进了强占朝鲜半岛的政策”。